# Facing Kate
Facing Kate ou Légalement Kate au Québec (Fairly Legal) est une série télévisée américaine en 23 épisodes de 42 minutes créée par Michael Sardo et diffusée entre le 20 janvier 2011 et le 15 juin 2012 sur USA Network et au Canada sur Showcase.
En France, la série est diffusée depuis le 11 avril 2011 sur 13e Rue puis à partir du 15 novembre 2012 sur Gulli et dès le 30 janvier 2014 sur E! et au Québec, depuis le 1er mai 2012 sur AddikTV.

## Synopsis
Kate Reed est l'une des meilleures avocates du barreau de San Francisco.
Mais, révoltée par toutes les injustices du système judiciaire dont elle est le témoin, elle change de métier, quitte le cabinet de son père à la mort de ce dernier et devient l'anti-avocat par excellence : une médiatrice…

## Distribution

### Acteurs principaux
- Sarah Shahi (VF : Céline Monsarrat) : Kate Reed, une avocate devenue médiatrice.
- Michael Trucco (VF : Guillaume Orsat) : Justin Patrick, ex-mari de Kate, assistant du procureur.
- Virginia Williams (VF : Rafaèle Moutier) : Lauren Reed, belle-mère et patronne de Kate.
- Ryan Johnson (en) : Ben Grogan, avocat collègue de Kate (saison 2)
- Baron Vaughn (en) (VF : Arnaud Arbessier) : Leonardo « Leo » Prince, assistant de Kate

### Acteurs récurrents
- Esai Morales : D.A. Aaron Davidson
- Gerald McRaney (VF : Gérard Rinaldi) : juge David Nicastro
- Richard Dean Anderson (VF : Edgar Givry) : David Smith (saison 1)
- Ethan Embry (VF : Xavier Fagnon) : Spencer Reed, frère de Kate (saison 1)

## Développement

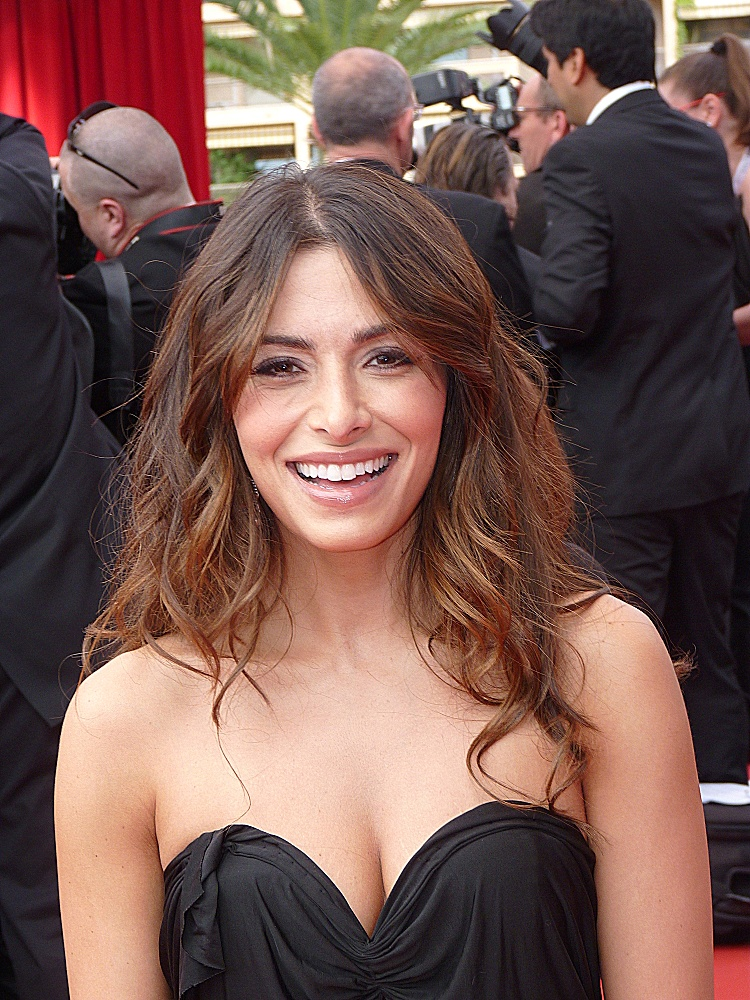
L'actrice principale Sarah Shahi au Festival de Monte-Carlo 2012.

Le projet a débuté en août 2009 sous le titre Facing Kate, puis le pilote a été commandé à la fin septembre.
Le casting a eu lieu en octobre et novembre 2009, dans cet ordre : Sarah Shahi, Michael Trucco et Virginia Williams.
Satisfaits du pilote, la série est commandée le 15 mars 2010 avec douze épisodes, incluant Baron Vaughn (en). Par contre le 1er septembre 2010, la commande est réduite à dix épisodes. Le 8 octobre suivant, la série prend son titre actuel (Fairly Legal).
Le 2 mai 2011, la série est renouvelée pour une deuxième saison de treize épisodes, mais des modifications majeures y seront apportés. Aussi, Ryan Johnson (en) rejoint la distribution.
Le 1er novembre 2012, USA Network annonce l'annulation de la série après deux saisons.

## Épisodes

### Première saison (2011)
1. La justice a un nouveau visage (Pilot)
2. Le Prix d'une vie (Priceless)
3. Le Cadeau d'anniversaire (Benched)
4. Petits arrangements (Bo Me Once)
5. Renaissance accidentelle (The Two Richards)
6. Le Prototype (Believers)
7. Identité (Coming Home)
8. Ultravinyl (Ultravinyl)
9. Un mariage de princesse (My Best Friend's Prenup)
10. Une journée d'enfer (Bridges)

### Deuxième saison (2012)
Elle a été diffusée à partir du 16 mars 2012.
1. Retour en fanfare (Satisfaction)
2. Un choix difficile (Start Me Up)
3. Les Deux fils du capitaine (Bait and Switch)
4. La Clé du scandale (Shine a Light)
5. Un passé encombrant (Gimme Shelter)
6. Apparences trompeuses (What They Seem)
7. Le Passé ressuscité (Teenage Wasteland)
8. Lueur d'espoir (Ripple of Hope)
9. Embrasse-moi, idiote ! (Kiss Me, Kate)
10. Mensonges et conséquences (Shattered)
11. Les Prétendants (Borderline)
12. Force majeure (Force Majeure)
13. Kate règle ses comptes (Finale)

## Produits dérivés

### Blu-ray&DVD
|                                | Sortie des DVD    | Sortie des DVD              | Sortie des DVD                | Sortie des DVD                    | Sortie des Blu-ray | Sortie des Blu-ray |
| Coffret Blu-ray & DVD          | Nombre d'épisodes | Zone 1 (États-Unis, Canada) | Zone 2 (Royaume-Uni, Irlande) | Zone 2 (France, Suisse, Belgique) | Région A           | Région B           |
| ------------------------------ | ----------------- | --------------------------- | ----------------------------- | --------------------------------- | ------------------ | ------------------ |
| Facing Kate Intégrale Saison 1 | 10                | 5 juin 2012                 | NC                            | 24 juillet 2012                   | NC                 | NC                 |